# Castelló d'Empúries
Castelló d'Empúries is een gemeente in de Spaanse provincie Girona in de regio Catalonië met een oppervlakte van 42 km². Castelló d'Empúries telt 10.784 inwoners (1 januari 2016).

## Kanalen
Het dorp ligt ongeveer 3 kilometer van zee. In 1948 is men begonnen de rivier de Muga die water uit de Pyreneeën afvoert, te kanaliseren. Ook zijn de moerassen en lagunes gedicht en heeft men getracht er landbouwgebieden van te maken. Een deel heeft men in 1967 omgebouwd tot vakantiedorp. Een stelsel van kanalen aangesloten aan de zee is toen gerealiseerd. Dat deel van Castelló de Empúries heeft men Empuriabrava genoemd.
Men plande in 1967 de vele kanalen als hoofdslagaders van deze bewoonbare haven. De totale lengte van de bevaarbare kanalen is meer dan 30 kilometer.
In Empuriabrava (=Catalaans en Ampuriabrava=Spaans)is het grootste paracentum van Europa gevestigd. Door de invloed van de Pyreneeën is een beperkt wolkendek aanwezig en is de kans op succesvolle sprongen zeer groot. Sinds het ontstaan van het paracentrum in 1985 zijn al 1.200.000 sprongen uitgevoerd.
Het gebied rondom Empuriabrava is formeel een natuurreservaat. Landerijen die na 1948 zijn gevestigd worden teruggegeven aan de natuur.In het natuurgebied herinnert een enkele achtergelaten betonnen fundering van een boerderij daar nog aan. Het natuurgebied is gesloten in verband met het broedseizoen tot 15 juni.
Het natuurgebied heet Aiquamolls de l'Emporadà en is ca. 4.783 hectare groot en herbergt een zeer grote verscheidenheid van flora en fauna.
In de grote kerk is een meters hoog, uit albast gesneden hoofdaltaar geplaatst.

## Demografische ontwikkeling
Bron: INE; 1857-2011: volkstellingen